# جهانكير عسكري
جهانكير عسكري (بالفارسية: جهانگیر عسگری) هو لاعب كرة قدم إيراني في مركز الهجوم، ولد في 22 نوفمبر 1986 في مشهد في إيران. لعب مع نادي بيكان ونادي داماش غيلان ونادي راه آهن ونادي نيروي زميني.